# Jean V de Caulaincourt
Jean V, marquis de Caulaincourt, est un capitaine français huguenot qui s'illustra à la bataille de Saint-Quentin (1557), où il commandait une milice bourgeoise de 500 hommes. En récompense de ses services, le roi Henri II, par lettres patentes du 19 novembre 1557, lui octroya la franchise d'entrée et de sortie du royaume, « des blés, vins et autres marchandises non prohibées, pour tout faire mener par terre, par mer et eaux douces dans les Pays-Bas du roi d'Espagne », privilège qui fut conservé à ses descendants jusqu'en 1725.
Il avait épousé Françoise du Biez, fille de Jean de Nielle, sénéchal et gouverneur du Boulonnais, le 4 août 1531.
Il est le descendant de Philippe de Caulaincourt, qui participa à la quatrième croisade (1202).